# Keskusta (district de Kouvola)
Pour les articles homonymes, voir Keskusta.
Le district de Kouvola  (finnois : Kouvolan suuralue) ou district du centre de Kouvola  (finnois : Kouvolan keskustan suuralue) est le district central de la municipalité de Kouvola. 
D'une superficie de 96 km2, il couvre entièrement le territoire de l'ancienne municipalité de Kouvola.

## Quartiers du district
- Kangas (1)
- Kaunisnurmi (2)
- Sarkola (3)
- Vahtero (4)
- Käpylä (5)
- Tornionmäki (6)
- Lehtomäki (7)
- Kankaro (8)
- Mielakka (9)
- Tykkimäki (10)
- Korjala (11)

## Zones statistiques
Elles sont les quartiers du district.